# Le Chahut
Le Chahut (español: El Can-can) es una pintura neoimpresionista de Georges Seurat, fechada  en 1889-1890. Se exhibió por primera vez en el Salón de la Société des Artistes Indépendants de 1890 (titulada Chahut, cat. no. 726) en París. Se convirtió en blanco de los críticos de arte, y fue ampliamente debatida entre los críticos del simbolismo.
La pintura representa una quadrille actuando en el Moulin Rouge e influyó sobre los artistas fauvistas, cubistas, futuristas y orfistas.
Perteneció a la colección de Gustave Kahn, un poeta y crítico de arte simbolista francés, Se encuentra expuesto en la actualidad en el museo Kröller-Müller en Otterlo, Países Bajos.

## Descripción
Le Chahut es una pintura al óleo sobre lienzo que mide 170 por 141 cm. Seurat empleó un estilo divisionista, con puntos de color puntillistas. La obra está dominada por un esquema de color que tiende hacia el extremo rojo del espectro, de tonos tierra que se extraen de una paleta de marrones, tostados, grises cálidos y azules, intercalados no solo con los colores primarios (rojos y amarillos), ni siquiera con los seis colores principales, sino con dieciocho mezclas en su paleta antes de la aplicación en el lienzo (cualquiera de las cuales podría mezclarse con el blanco). Un borde azul más profundo pintado alrededor del borde del lienzo culmina en un arco poco profundo en el borde superior.
Le Chahut es un ejemplo conspicuo de la técnica puntillista de Seurat. La modulación de luces y sombras a lo largo de la obra se obtiene mediante el uso de pequeños puntos de color yuxtapuestos uno al lado del otro mientras se alternan tanto en intensidad como en concentraciones. Los puntos están destinados a fusionarse en el ojo del espectador para crear la impresión de colores mezclados cuando se observan desde la distancia. Mientras que los impresionistas habían centrado su atención en la armonía de los colores basados en tonalidades similares o afines (sólo parcialmente separados), la armonía neoimpresionista se había basado en tonalidades contrastantes, enfrentadas entre sí; resultando en una mezcla óptica vibrante (la mezcla óptica en el ojo del observador).
La pintura se divide en tres espacios principales. Los músicos ocupan la sección inferior izquierda, uno de los cuales está ubicado en el centro, de espaldas al espectador, con el contrabajo erguido a la izquierda. Una fila de bailarines, dos mujeres y dos hombres con las piernas levantadas, ocupan la parte superior derecha. Se caracterizan por las curvas y la repetición rítmica, creando una sensación sintética de movimiento dinámico. El fondo consta de adornos de iluminación estilo cabaret y algunos miembros del público sentados en la primera fila, con los ojos fijos en la actuación. En la parte inferior derecha, otro cliente está mirando de reojo, indicativo de deseo sexual o intención maliciosa y astuta; el arquetipo de un voyeur masculino, a menudo retratado en ilustraciones periodísticas de mediados de siglo del can-can.

## Contexto
Chahut (que literalmente significa ruido o alboroto) es un nombre alternativo para el can-can, un baile provocativo y con carga sexual que apareció por primera vez en los salas de baile de París alrededor de 1830. El estilo de baile causó un escándalo debido a las patadas altas y otros gestos de los brazos y piernas. Antes de la década de 1890, la danza pasó de los individuos en los salas de baile a las representaciones teatrales de un coro en lugares como el Moulin Rouge en Montmartre.

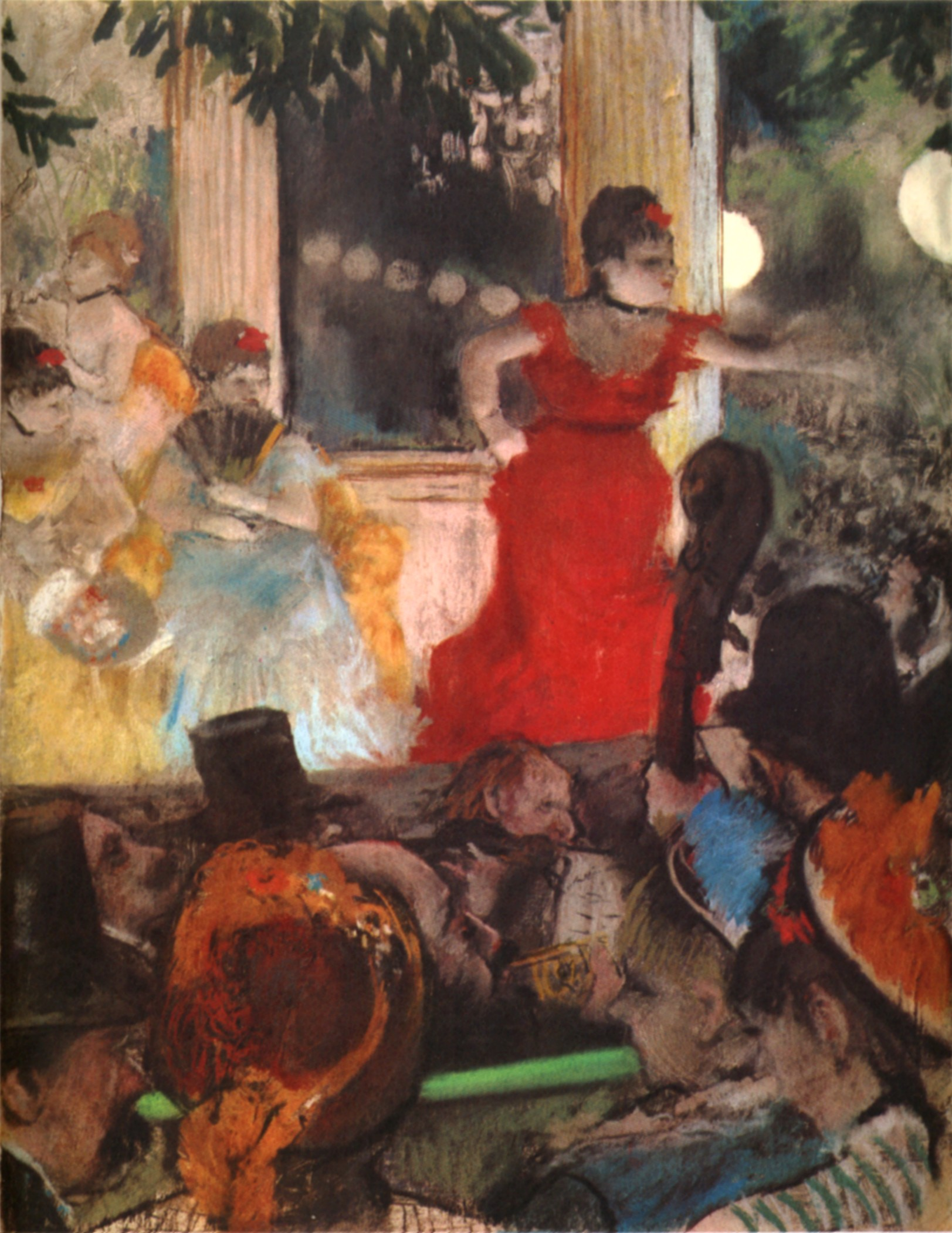
Edgar Degas,1876-77, Café-concert aux Ambassadeurs, Museo de Bellas Artes de Lyon.

En comparación con el Café-concert de Degas", escribe el historiador de arte Robert Herbert, "el tipo de trabajo que presagia el de Seurat, los bailarines de Chahut están alineados con los ritmos repetitivos del arte ornamental. Paralelos a la superficie, en lugar de girar en espiral hacia la profundidad, se inclinan o se desarrollan en ráfagas entrecortadas que saltan bastante en nuestra vista. De hecho, desde la exposición de Baignade seis años antes, en 1884, Seurat había aplanado progresivamente sus principales composiciones y aumentado el número de pequeños acentos típicos del arte decorativo, como zigzags, dardos, curvas, rayos ensanchados, paralelos repetidos y zonas planas que no retroceden.
Seurat se centra en un movimiento ascendente de líneas a lo largo de la pintura– «una maquinaria de líneas extremadamente complicada», escribe el historiador del arte John Rewald–dando la ilusión de un ambiente con gran bullicio producto de la danza y la música. Las figuras caricaturescas son tratadas de manera rígida e imponente, con humor y alegría. El tono antinaturalista de Chahut, con su primacía de la expresión sobre la apariencia y su elocuente uso de líneas y colores, refleja la influencia tanto de Charles Blanc como de Humbert de Superville. La teoría de Humbert inspiró la idea de Blanc de que las líneas (al igual que los colores) inducen sentimientos. La dirección de una línea cambia la expresión y, por tanto, son signos de emoción. Las líneas horizontales son sinónimo de calma, por asociación con equilibrio, duración y sabiduría, mientras que las líneas expansivas encarnan alegría, en virtud de su asociación con expansión, inconstancia y voluptuosidad. La expresión voluptuosa de Chahut y el esquema lineal ascendente encarnan las cualidades y características de la alegría de Humbert-Blanc.
Seurat hace uso también de las teorías de Charles Henry sobre la expresión emocional y simbólica de líneas y colores, y las obras de Michel Eugène Chevreul y Ogden Rood sobre colores complementarios. Seurat también se vio influido por los grabados japoneses y la obra gráfica de Jules Chéret. Si bien Seurat reconoce a Henry como una influencia por su "estética", no se mencionan a Humbert ni a Blanc. Aunque en teoría Seurat claramente reconoce a sus predecesores por su "estética", en la práctica Chahut se distingue. Sus formas no son abstractas, sino esquemáticas y perfectamente reconocibles como el medio social popular en el que Seurat se había inmerso  desde su mudanza a Montmartre en 1886; con su temática sexualmente provocativa (revelando piernas y ropa interior) inspirado en los bailes burlescos de los artistas de Montmartre, los cafés-concierto, los teatros, salas de baile, music halls, vodeviles y la moderna vida nocturna parisina.
Jules Christophe, un amigo de Seurat que lo entrevistó para una breve biografía publicada en la primavera de 1890, describió Le Chahut como:
El final de una cuadrilla fantasiosa en el escenario de un café-concierto de Montmartre: un espectador, mitad fanfarrón, mitad investigador cachondo, que huele, se podría decir, con la nariz eminentemente levantada; un director de orquesta con gesto hierático, visto de espaldas; algunas manos en una flauta; y, con compañeros de faldones de frac serpenteantes, dos jóvenes bailarinas en traje de noche, faldas alzadas, piernas delgadas claramente al aire libre, con risas en los labios levantados y narices provocativas. George Seurat, el pintor de estas delicias, confiere sin embargo a estas parisinas obreras [parisinas de faubourgs] el carácter casi sagrado de sacerdotisas que cumplen ritos ... Todas sus pinturas ofrecen poco más que líneas ascendentes (por encima de la perpendicular [quería escribir "horizontal"]), que, en el sistema de M. Charles Henry, están encargadas de expresar alegría; ¿la expresan?.

## Recepción

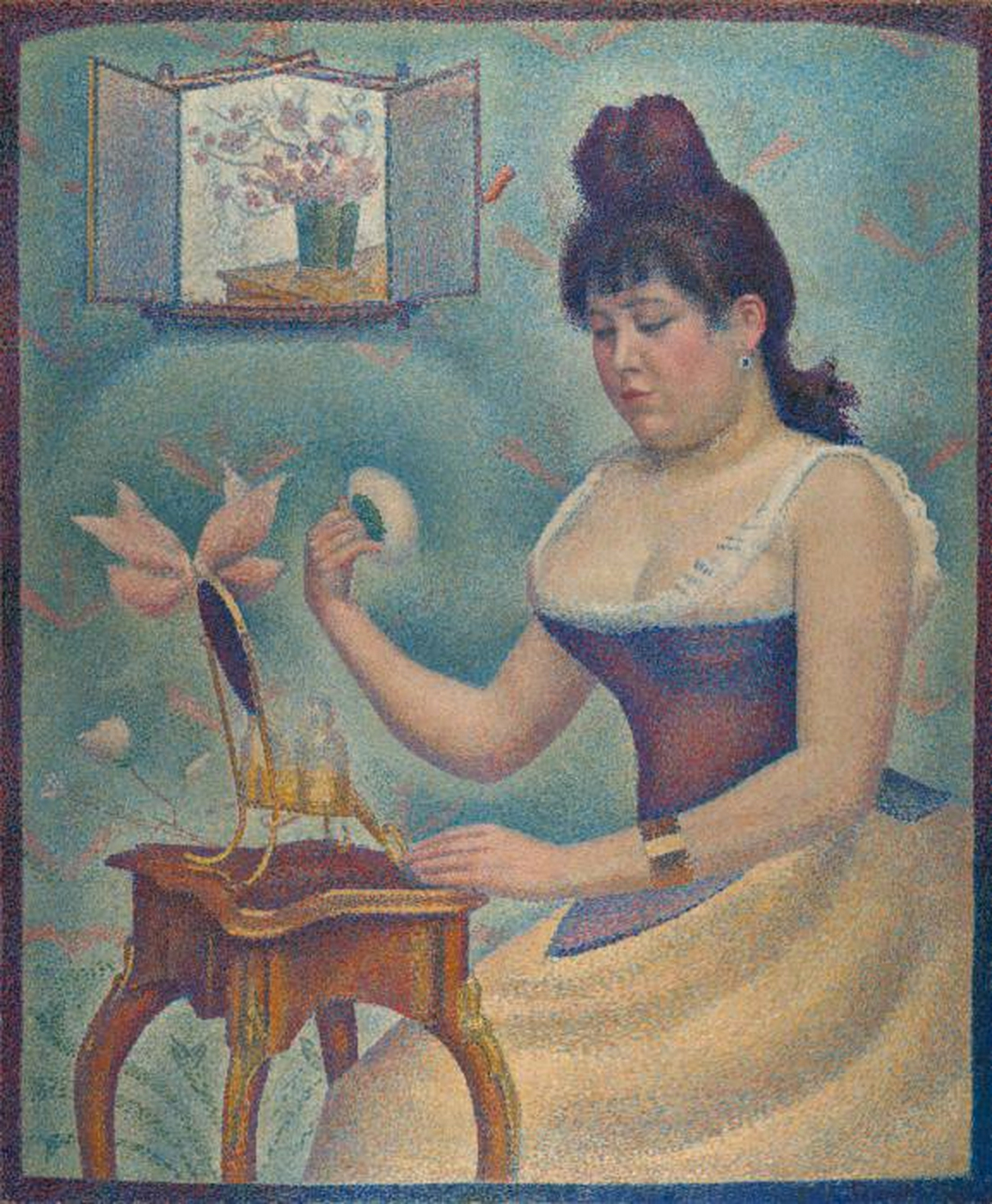
Georges Seurat, 1889-90, Mujer joven empolvándose, óleo sobre tela, 95.5 x 79.5 cm, Courtauld Institute of Art

Fue expuesta en el Salon des Indépendants, del 20 marzo al 27 de abril de 1890, eclipsando su otra obra presentada: Mujer joven empolvándose, a la cual los críticos de ese momento no le prestaron demasiada atención. Chahut, la más grande y más progresivamente moderna de las dos, fue ampliamente discutida por los críticos del simbolismo, tales como Arsène Alexandre, Jules Christophe, Gustave Kahn, Georges Lecomte, Henry van de Velde, Emile Verhaeren, y Téodor de Wyzewa. Se destacaron dos temas: el tema de Montmartre y su encarnación de las teorías de Henry sobre la expresión lineal. La pintura no fue elogiada generosamente, ya que los críticos percibieron su composición lineal como demasiado esquemática. Sin embargo, debido a los elementos antinaturalistas de Chahut, su formalismo hierático y sus componentes ritualistas, Seurat fue visto como un innovador. Sin quererlo, sus interpretaciones coincidían con los términos y conceptos de Charles Blanc, cuyo enfoque antinaturalista siguió inspirando a Seurat. Blanc comentó sobre el arte egipcio con una sintaxis que los simbolistas pueden haber usado para Chahut: 
Las figuras en un bajorrelieve egipcio, escribe Blanc, "se acentúan de manera concisa, sumaria, no sin finura pero sin detalles. Las líneas son rectas y largas, la postura rígida, imponente y fija. Las piernas suelen ser paralelas y Los pies se tocan o apuntan en la misma dirección y son exactamente paralelos ... En esta pantomima solemne y cabalística, la figura transmite signos más que gestos; está en una posición más que en acción."
John Rewald escribió refiriéndose a Le Chahut y Le Cirque:
Las figuras de estos cuadros están dominadas por la monotonía o la alegría (no hay tristeza en los cuadros de Seurat) y, por supuesto, se rigen por reglas estrictas, siendo controladas por ese juego de líneas y colores cuyas leyes había estudiado Seurat. En estos lienzos Seurat, sin ceder en modo alguno a lo literario ni a lo pintoresco, rehabilita el sujeto que había sido abandonado por los impresionistas. Sus obras son "especímenes ejemplares de un arte decorativo muy desarrollado, que sacrifica la anécdota al arabesco, la nomenclatura a la síntesis, lo fugitivo a lo permanente, y confiere a la naturaleza, cansada al fin de su precaria realidad, una auténtica realidad", escribió Fénéon